# Canton de Saint-Macaire
Le canton de Saint-Macaire est une ancienne division administrative française du département de la Gironde en région Aquitaine. Située dans l'arrondissement de Langon, elle tient lieu, jusqu'au redécoupage cantonal de 2014, de circonscription d'élection des anciens conseillers généraux.

## Histoire
Le canton de Saint-Macaire est créé en (?)
Depuis le redécoupage de 2014 applicable lors des élections départementales de mars 2015, les communes du canton de Saint-Macaire sont fusionnées avec celles des anciens cantons de Targon et Cadillac et avec trois communes de l'ancien Canton de Sauveterre-de-Guyenne (Coirac, Gornac, Mourens) et six communes du canton de Créon modifié (Blésignac, Haux, Saint-Léon, La Sauve, Tabanac et Le Tourne) pour former le nouveau canton de l'Entre-deux-Mers,.

## Géographie
Cet ancien canton situé dans la région naturelle de l'Entre-deux-Mers était organisé autour de Saint-Macaire dans l'arrondissement de Langon. Son altitude variait de 0 m (Saint-Macaire) à 121 m (Semens) pour une altitude moyenne de 70 m.

## Composition
L'ancien canton de Saint-Macaire regroupait quatorze communes et comptait 9 618 habitants (population municipale) au 1er janvier 2010.
| Nom                     | Code Insee | Intercommunalité                                     | Superficie (km2) | Population (dernière pop. légale) | Densité (hab./km2) |
| ----------------------- | ---------- | ---------------------------------------------------- | ---------------- | --------------------------------- | ------------------ |
| Caudrot                 | 33111      | CC du Réolais en Sud Gironde                         | 6,12             | 1 182 (2014)                      | 193                |
| Le Pian-sur-Garonne     | 33323      | CC du Sud Gironde                                    | 6,35             | 834 (2014)                        | 131                |
| Saint-André-du-Bois     | 33367      | CC du Sud Gironde                                    | 10,00            | 423 (2014)                        | 42                 |
| Sainte-Foy-la-Longue    | 33403      | CC du Réolais en Sud Gironde                         | 9,37             | 125 (2014)                        | 13                 |
| Saint-Germain-de-Grave  | 33411      | CC du Sud Gironde                                    | 6,16             | 162 (2014)                        | 26                 |
| Saint-Laurent-du-Bois   | 33427      | Communauté des communes rurales de l'Entre-Deux-Mers | 7,41             | 257 (2014)                        | 35                 |
| Saint-Laurent-du-Plan   | 33428      | CC du Réolais en Sud Gironde                         | 2,39             | 95 (2014)                         | 40                 |
| Saint-Macaire           | 33435      | CC du Sud Gironde                                    | 1,79             | 2 089 (2014)                      | 1 167              |
| Saint-Maixant           | 33438      | CC du Sud Gironde                                    | 7,68             | 1 832 (2014)                      | 239                |
| Saint-Martial           | 33440      | CC du Sud Gironde                                    | 7,47             | 243 (2014)                        | 33                 |
| Saint-Martin-de-Sescas  | 33444      | CC du Réolais en Sud Gironde                         | 8,19             | 607 (2014)                        | 74                 |
| Saint-Pierre-d'Aurillac | 33463      | CC du Réolais en Sud Gironde                         | 6,52             | 1 351 (2014)                      | 207                |
| Semens                  | 33510      | CC du Sud Gironde                                    | 3,67             | 189 (2014)                        | 51                 |
| Verdelais               | 33543      | CC du Sud Gironde                                    | 4,75             | 994 (2014)                        | 209                |

## Démographie
| 1962  | 1968  | 1975  | 1982  | 1990  | 1999  | 2006  | 2011  | 2012   |
| ----- | ----- | ----- | ----- | ----- | ----- | ----- | ----- | ------ |
| 7 516 | 7 682 | 7 643 | 7 872 | 8 141 | 8 073 | 8 590 | 9 824 | 10 014 |

## Représentation

### Conseillers généraux de 1833 à 2015
| Période | Période           | Identité                         | Étiquette                   | Qualité                                                                                             |
| ------- | ----------------- | -------------------------------- | --------------------------- | --------------------------------------------------------------------------------------------------- |
| 1833    | 1836              | Jacques-Charles Gibert           |                             | Propriétaire, maire de Saint-Macaire                                                                |
| 1836    | 1848              | Jean Dupin                       |                             | Propriétaire, maire de Saint-Martial, conseiller d'arrondissement                                   |
| 1848    | 1852              | Étienne Ferbos fils              | Républicain                 | Propriétaire, maire de Saint-Macaire                                                                |
| 1852    | 1867              | Adolphe Le Roy de Saint-Arnaud   |                             | Propriétaire du Château Malromé à Saint-André-du-Bois Sénateur (1857-1870) Membre du Conseil d'État |
| 1867    | 1885 (démission)  | Etienne Ferbos                   | Républicain constitutionnel | Notaire Maire de Saint-Macaire                                                                      |
| 1885    | 1889              | Jean-Adrien Jullidière           | Républicain                 | Propriétaire - Maire de Saint-Germain-de-Grave, conseiller d'arrondissement                         |
| 1889    | 1889 (annulation) | Georges Boulanger                | Boulangiste                 | Général                                                                                             |
| 1889    | 1895              | Alexandre Laveau                 | Républicain                 | Médecin à Saint-Macaire                                                                             |
| 1895    | 1919              | Jean-Adrien Jullidière           | Républicain                 | Propriétaire - Maire de Saint-Germain-de-Grave                                                      |
| 1919    | 1931              | Jean Pujos                       | AD                          | Propriétaire au Pian-sur-Garonne, maire d'Arbis (1926-1937)                                         |
| 1931    | 1937              | Jean-Fernand Montet              | SFIO puis PSdF              | Propriétaire et négociant en vins à Saint-Macaire                                                   |
| 1937    | 1940              | François Queyrens                | Rad.                        | Propriétaire à Saint-Martin-de-Sescas, conseiller d'arrondissement                                  |
|         |                   |                                  |                             | |
| 1945    | 1949              | Jean-François Thomas (1899-1981) | SFIO                        | Mécanicien Maire de Saint-Macaire (1947-1965)                                                       |
| 1949    | 1967              | Roger Paule (1892-1968)          | RPF puis RS                 | Tonnelier à Saint-Macaire                                                                           |
| 1967    | 1979              | Jean-François Poutays            | CNI                         | Employé Maire de Saint-Macaire (1965-1983)                                                          |
| 1979    | 1998              | Jean Lafourcade                  | PCF                         | Propriétaire exploitant, ancien résistant Maire de Saint-Pierre-d'Aurillac (1965-1993)              |
| 1998    | 2015              | Michel Hilaire                   | PCF                         | Commerçant Maire (1995-2008) puis 1er adjoint au maire de Saint-Pierre-d'Aurillac                   |

### Conseillers d'arrondissement (de 1833 à 1940)
Le canton de Saint-Macaire avait deux conseillers d'arrondissement (sauf de 1926 à 1931).
Il appartenait à l'arrondissement de La Réole jusqu'à sa disparition en 1926.
| Période                                  | Période          | Identité                | Étiquette                      | Qualité |
| ---------------------------------------- | ---------------- | ----------------------- | ------------------------------ | --- |
| 1833                                     | 1848             | Jean Jacques Cessac     |                                | Maire de Saint-Martin-de-Sescas                                                                             |
| 1833                                     | 1836             | Jean Dupin              |                                | Maire de Saint-Martial                                                                                      |
| 1836                                     | 1839             | M. Lanelangue           |                                | Médecin à Saint-Martial                                                                                     |
| 1836                                     | 1848             | M. Couraud              |                                | Notaire, propriétaire à Caudrot                                                                             |
|                                          |                  |                         |                                | |
| 1861                                     | 1886             | François-Edmond Mondiet | Républicain                    | Propriétaire à Saint-Pierre-d'Aurillac                                                                      |
| 1874                                     | 1885 (démission) | Jean-Adrien Jullidière  | Républicain                    | Propriétaire - Maire de Saint-Germain-de-Grave                                                              |
| 1885                                     | 1886             | M. Cousteau             | Républicain                    | |
| 1886                                     | 1900 (décès)     | Cyprien Déjean          | Républicain                    | Propriétaire, maire de Saint-Pierre-d'Aurillac                                                              |
| 1886                                     | 1892             | M. Cazenave             | Républicain                    | |
| 1892                                     |                  | Jules Cousteau          | Républicain                    | |
|                                          |                  |                         |                                | |
| 23 avril 1905                            | 1928             | Frédéric Giresse        | Républicain                    | Négociant en denrées coloniales, maire de Saint-Macaire                                                     |
|                                          | 1931             | M. Barès                | Républicain                    | |
| 1928                                     | 1937             | François Queyrens       | Rad.                           | Propriétaire à Saint-Martin-de-Sescas                                                                       |
| 1931                                     | 1940             | Jean-Gustave Antoine    | Alliance démocratique radicale | Maire de Semens                                                                                             |
| 1937                                     | 1940             | Jean Marquille          | Rad.                           | Maire de Saint-André-du-Bois                                                                                |
| 1940                                     |                  |                         |                                | Les conseils d'arrondissement ont été suspendus par la loi du 12 octobre 1940 et n'ont jamais été réactivés |
| Les données manquantes sont à compléter. |                  |                         |                                | |